# 핸들리가는주머니쥐
핸들리가는주머니쥐(Marmosops handleyi)는 남아메리카에 사는 주머니쥐의 일종이다. 콜롬비아의 토착종이다.

## 특징
육아낭이 없는 작은 주머니쥐로 몸통 길이가 평균 11cm이고, 가늘고 긴 잡는꼬리가 15cm이다. 두껍고 약간 푹신한 모피가 덮여 있다. 등 쪽은 짙은 갈색이고 배 쪽은 회색빛 크림색을 띤다. 머리는 밝은색을 띠고 눈 주위의 짙은 띠가 특징적이다.

## 생태
나무 위에서 주로 생활하는 수상성 동물이고, 야행성 동물이다. 먹이는 열매와 곤충이다.

## 분포 및 서식지
표본이 콜롬비아 중부 안티오키아주 열대우림 지역에서만 알려져 있다.